# لاسية قدمية
لاسية قدمية (الاسم العلمي: Podolasia)، جنس نباتات مُزهرة أحادي الطراز من فصيلة اللوفية. موطنه الأصلي بورنيو، سومطرة، وشبه جزيرة ماليزيا.